# Saint-Éloy-de-Gy
Saint-Éloy-de-Gy és un municipi francès, situat al departament de Cher i a la regió de Centre – Vall del Loira. L'any 2007 tenia 1.514 habitants.

## Demografia

### Població
El 2007 la població de fet de Saint-Éloy-de-Gy era de 1.514 persones. Hi havia 589 famílies, de les quals 130 eren unipersonals (59 homes vivint sols i 71 dones vivint soles), 190 parelles sense fills, 233 parelles amb fills i 36 famílies monoparentals amb fills.
La població ha evolucionat segons el següent gràfic:
Habitants censats

### Habitatges
El 2007 hi havia 662 habitatges, 601 eren l'habitatge principal de la família, 34 eren segones residències i 27 estaven desocupats. 656 eren cases i 6 eren apartaments. Dels 601 habitatges principals, 493 estaven ocupats pels seus propietaris, 91 estaven llogats i ocupats pels llogaters i 18 estaven cedits a títol gratuït; 2 tenien una cambra, 24 en tenien dues, 65 en tenien tres, 153 en tenien quatre i 357 en tenien cinc o més. 505 habitatges disposaven pel capbaix d'una plaça de pàrquing. A 197 habitatges hi havia un automòbil i a 371 n'hi havia dos o més.

### Piràmide de població
La piràmide de població per edats i sexe el 2009 era:
| Homes | Edats   | Dones |
| ----- | ------- | ----- |
| 0     | 95 o +  | 0     |
| 0     | 90 a 94 | 4     |
| 8     | 85 a 89 | 0     |
| 0     | 80 a 84 | 4     |
| 16    | 75 a 79 | 24    |
| 16    | 70 a 74 | 12    |
| 56    | 65 a 69 | 28    |
| 32    | 60 a 64 | 36    |
| 40    | 55 a 59 | 44    |
| 72    | 50 a 54 | 60    |
| 56    | 45 a 49 | 40    |
| 44    | 40 a 44 | 44    |
| 84    | 35 a 39 | 72    |
| 40    | 30 a 34 | 64    |
| 24    | 25 a 29 | 28    |
| 16    | 20 a 24 | 16    |
| 48    | 15 a 19 | 52    |
| 68    | 10 a 14 | 48    |
| 64    | 5 a 9   | 56    |
| 52    | 0 a 4   | 40    |

## Economia
El 2007 la població en edat de treballar era de 981 persones, 757 eren actives i 224 eren inactives. De les 757 persones actives 728 estaven ocupades (387 homes i 341 dones) i 29 estaven aturades (14 homes i 15 dones). De les 224 persones inactives 106 estaven jubilades, 68 estaven estudiant i 50 estaven classificades com a «altres inactius».

### Ingressos
El 2009 a Saint-Éloy-de-Gy hi havia 608 unitats fiscals que integraven 1.590 persones, la mediana anual d'ingressos fiscals per persona era de 19.814 €.

### Activitats econòmiques
Dels 52 establiments que hi havia el 2007, 1 era d'una empresa extractiva, 3 d'empreses alimentàries, 1 d'una empresa de fabricació de material elèctric, 3 d'empreses de fabricació d'altres productes industrials, 14 d'empreses de construcció, 8 d'empreses de comerç i reparació d'automòbils, 2 d'empreses de transport, 4 d'empreses d'hostatgeria i restauració, 2 d'empreses immobiliàries, 7 d'empreses de serveis, 4 d'entitats de l'administració pública i 3 d'empreses classificades com a «altres activitats de serveis».
Dels 22 establiments de servei als particulars que hi havia el 2009, 1 era una oficina de correu, 3 tallers de reparació d'automòbils i de material agrícola, 2 paletes, 4 guixaires pintors, 4 lampisteries, 2 electricistes, 1 empresa de construcció, 2 perruqueries i 3 restaurants.
Dels 3 establiments comercials que hi havia el 2009, 1 era una gran superfície de material de bricolatge, 1 una botiga de menys de 120 m² i 1 una joieria.
L'any 2000 a Saint-Éloy-de-Gy hi havia 10 explotacions agrícoles que ocupaven un total de 644 hectàrees.

## Equipaments sanitaris i escolars
L'únic equipament sanitari que hi havia el 2009 era una farmàcia.
El 2009 hi havia 2 escoles elementals.

## Poblacions més properes
El següent diagrama mostra les poblacions més properes.